# 奧利弗弗里德 (密西西比州)
奧利弗弗里德（英語：Oliverfried）是位於美國密西西比州奎特曼縣的非建制地區。

## 地理
奧利弗弗里德所處的海拔為高於海平面47米（即154英呎），而該地所採用的時區為UTC-6，即北美中部時區（CST）。同時該地設有夏令時間，為UTC-6調快一小時，即UTC-5（CDT）。